# Jean-Marie Brandt
Jean-Marie Brandt, né le 20 mars 1946 à Genève, est un écrivain, poète, et enseignant.

## Biographie

### Origines, enfance et famille
Jean-Marie Brandt naît le 20 mars 1946 à Genève de parents neuchâtelois. Il passe les six premières années de sa vie dans une ferme de Tolochenaz, dans le canton de Vaud. Il devient orphelin de père à l'âge de 15 ans.
Il est marié et père de deux enfants.

### Études
Au terme de ses études secondaires au Collège Champittet, conclues en 1966 par une maturité gymnasiale à Genève, il étudie le droit et rédige une thèse de doctorat en sciences économiques sur l'Europe.
Il obtient en 1990 un doctorat ès sciences économiques pour sa thèse intitulée L'Obligation de réciprocité, pour une position stratégique de la Suisse face à l'Europe de 1992.
Il soutient encore en 2009 une thèse en théologie à l'Université de Lausanne sur l'obsolescence de l'offre religieuse,.

### Parcours professionnel
Il exerce la profession de banquier, notamment à la Société de banque suisse. Après avoir siégé au comité de direction du Crédit foncier vaudois, il rejoint la Banque cantonale vaudoise (BCV) en 1995 à la suite de la fusion des deux établissements. Il y est responsable du réseau des succursales et de la clientèle privée.
Il devient en 1999 directeur de l'Administration cantonale des impôts du canton de Vaud, où il a la charge de redresser les finances publiques, et mène une réorganisation du service. Il démissionne de ce dernier poste en 2003, à la suite de poursuites judiciaires engagées contre d'anciens dirigeants de la BCV, et prend une retraite anticipée en 2005.

### Parcours littéraire
Il écrit son premier roman, Le Chat, sous le pseudonyme de Jean-Marie Rémy.
En 2007, Jean-Marie Brandt publie aux Éditions Slatkine Ténèbres sur le Grand-Saint-Bernard, premier tome d'une suite romanesque en plusieurs volumes.

### Autres activités
Il préside la fédération des paroisses catholiques du canton de Vaud de 2001 à 2009.
Il donne des cours à l'Université populaire de Lausanne.

## Publications
- Le Fondateur du Rotary (traduction de l'œuvre de James P. Walsh, The Fonder of the Rotary,  (ISBN 0-906360-02-1) Scan Books, Grande-Bretagne), Éditions Fima SA, 1982
- L'Obligation de réciprocité, Pour une position stratégique de la Suisse face à l'Europe de 1992, thèse de doctorat ès sciences économiques, faculté de droit, Université de Neuchâtel (Suisse), Montreux, Imprimerie Corbaz SA, Montreux, 1990
- Les Atouts de la Suisse face à l'Europe, Lausanne, Éditions Favre SA, 1990[14]
- Le Chat, (sous le pseudonyme de Jean-Marie Rémy), Vevey, L'Aire, 2002[11]
- Ténèbres sur le Grand-Saint-Bernard, tome 1, Le Grand-Saint-Bernard des ténèbres, Genève, Éditions Slatkine, 2007[10]
- Ténèbres sur le Grand-Saint-Bernard, tome 2 Le Vatican des ténèbres, Genève, Éditions Slatkine, 2009[15],[16]
- L'Obsolescence de l'offre religieuse (thèse de doctorat en théologie), Genève, Éditions Slatkine, 2010
- La Crise ? Quelle Crise ?, Genève, Éditions Slatkine, 2015[17]
- Ténèbres sur le Grand-Saint-Bernard, tome 3, suite et fin : le Procès du Vatican, Éditions Slatkine, Genève 2022

- Revue sillages : de nombreux poèmes
- C'est l'emploi qu'on assassine, contre la finance-casino, pour une économie au service de l'homme, Saint-Maurice, Éditions Saint-Augustin, 2019[18]